# Дорогостайські
Дорогостайські — боярсько-шляхетські роди.

## гербу Леліва
Каспер Несецький стверджував, що це — гілка роду Монивидовичів, засновником якої був син Войтеха Монивида Олехно (Олександр)

### Представники
- Олехно — намісник троцький, мав 4 сини
  - Петро — намісник олицький, скерстимонський,[1] кухмістр литовський, його нащадки мали прізвисько «Кухмістрович», мав 4 сини
    - Петро
    - Станіслав
    - Микола (Миколай, пом. бл. 1548) — мечник ВКЛ, староста (стольник) вовковиський
      - Петро — мінський каштелян, мстиславльський та смоленський воєвода, опікун малолітнього Павла Дорогостайського
        - Войтех, не мав нащадків[2]

      - Миколай — кальвініст, відомий вояк, староста[3] чи стольник[1] вовковиський, полоцький воєвода, дружина — Анна Война (Войнянка, за Несецьким — Райська[4]); вживав прізвиська Монвид та Кустмістрович
        - Олександр — крайчий литовський
        - Христофор Миколай — маршалок великий литовський, перша дружина з 1588 року — донька віленського каштеляна Івана Героніма Ходкевича Софія (пом. 1597), друга — княжна Софія Радивил, донька новогрудського воєводи, вдова литовського крайчого Юрія Ходкевича
          - Владислав — чесник великий литовський, протестант син Софії Радивил, дружина — Ельжбета Подберезька, донька брацлавського маршалка Єжи Самсона Подбереського; за даними К. Несецького, після смерті чоловіка вийшла за кшепіцького старосту Теодора Кароля Тарновського[4] стала католичкою[5]
            - Софія — дружина литовського обозного Томаса Сапіги

    - Іван — наймолодший син Петра, після поділу спадку батька отримав Кухмістрівщину, помер невдовзі[1]
      - Павло
        - Олена — перша дружина сенатора, реґіментаря Анджея Фірлея

  - Микола
  - Андрій
  - Станіслав